# Àmfora panatenaica del Pintor d'Eufilet

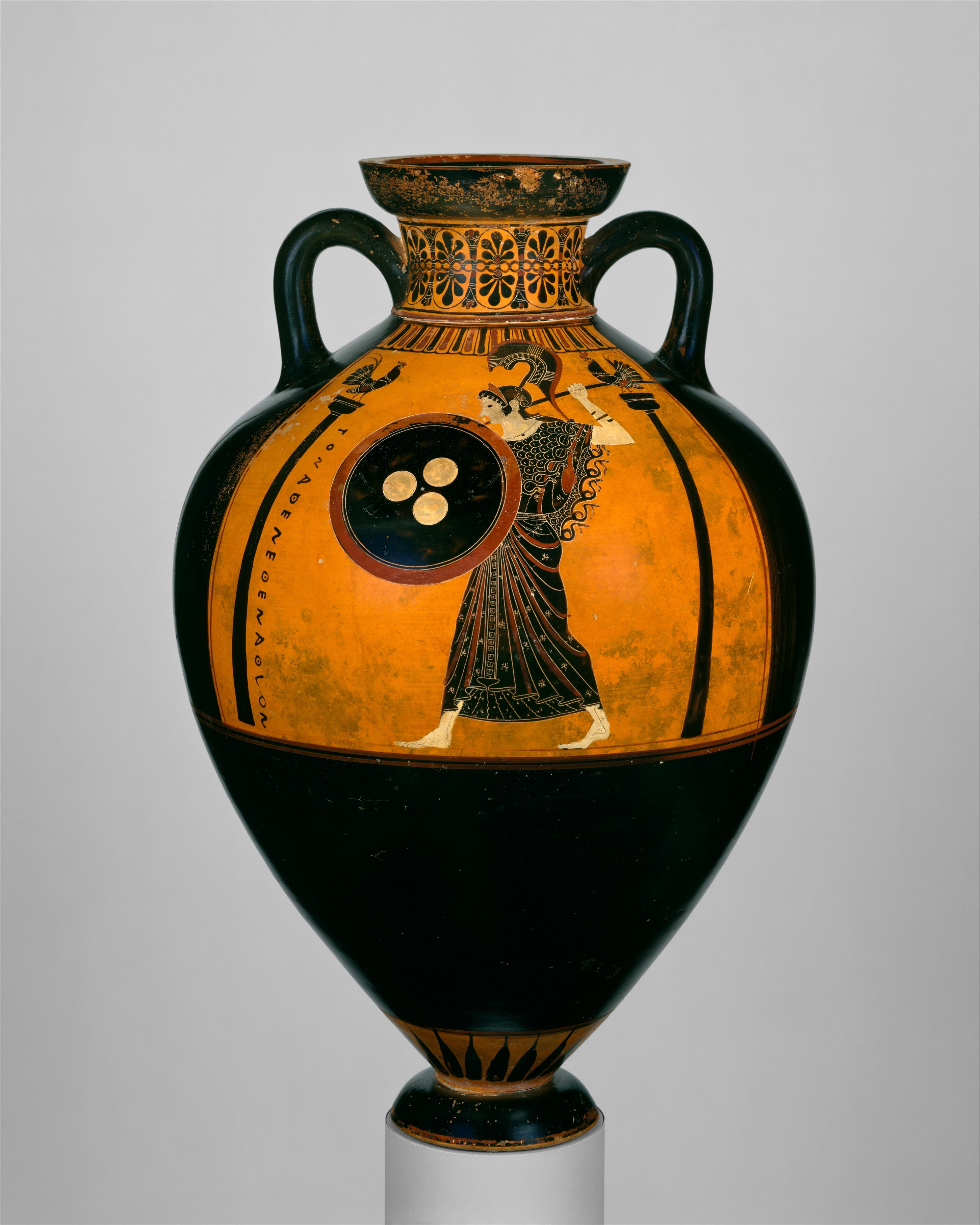
Cara que representa Atena

L'Àmfora panatenaica del Pintor Eufilet és una àmfora de terracota amb figures negres del període arcaic que representa una cursa; es troba al Museu Metropolità d'Art de Nova York. La va pintar el Pintor d'Eufilet com a trofeu dels Jocs Panateneus d'Atenes l'any 530 abans de la nostra era.(1) 

## Descripció
L'àmfora, la va elaborar el pintor d'Eufilet l'any 530 ae, a prop del final del període arcaic de Grècia. La descobriren a l'Àtica. Feta de terracota, l'àmfora té una alçada de 62,2 cm). En un dels costats hi ha una representació d'una cursa a peu, o stadion i a l'altre costat de l'atuell hi ha una representació d'Atena Pròmacos. Moltes àmfores panatenaiques presenten Atena en aquesta postura i l'esdeveniment per al qual l'atuell constituïa el premi a l'altra cara. Atena, brandant una llança en una mà i un escut a l'altra, és entre dos pilars amb galls seguts al damunt. Al costat del pilar esquerre hi ha una inscripció en grec. Aquesta àmfora àtica està pintada en l'estil de figures negres, típic de les àmfores panateneaiques. Provinent d'arrels protocorínties, l'estil de figures negres conté detalls incisos amb figures perfilades sobre un got brillant. Les figures són homes corrent, nus, barbuts, i musculosos. Córrer nu formava part de l'stadion, conegut com a gymnikos agon o 'lluita nua'. La musculatura es ressalta amb incisions que creen línies blanques contra les figures negres. Cadascun dels cinc homes té la cama esquerra estesa cap endavant en una llarga gambada. L'atuell és majoritàriament negre, amb les figures dins d'espais de color marró rogenc. Al voltant de la vora del coll hi ha una cadena negra pintada que, per damunt i per sota, té un disseny repetit. Les anses negres ixen del coll del got fins a la part superior del cos.(3)

## Funció
La funció d'aquestes àmfores, trofeus panatenaics, és ser símbols d'estatus. Aquests gerros commemoraven l'atletisme d'aquests jocs i la importància cultural que tenien. Alguns dels jocs que s'hi realitzaven eren l'stadion, el pancraci, la música i les proves eqüestres. Com a premi per guanyar-los, aquesta àmfora s'omplia d'oli de les oliveres sagrades d'Atena, un producte respectat pels grecs. Les àmfores servien sobretot com a recipients d'emmagatzematge, i evolucionaren a partir dels pitos, i més tard, durant el període geomètric tardà, s'empraven com a vasos marcadors per a les tombes: les representacions i la grandària indicaven l'estatus social del mort o la morta. Després, durant el període orientalitzant, s'usaren els aríbals per a guardar olis més valuosos, com ara perfums. Aquesta evolució de l'emmagatzematge a l'estatus social dugué a la creació de les àmfores panatenaiques: símbols d'estatus per les seues decoracions i de l'emmagatzematge d'oli sagrat. El Pintor d'Eufilet estigué actiu durant el segle vi abans de la nostra era i va pintar moltes àmfores panatenaiques. Aquesta n'és una de les moltes que feu sobre els jocs panateneus.